# Hrehorkové
Hrehorkové este o arie protejată (arie specială de conservare — SAC, sit de importanță comunitară — SCI) din Slovacia întinsă pe o suprafață de 11,68 ha, integral pe uscat.

## Localizare
Centrul sitului Hrehorkové este situat la coordonatele 49°03′27″N 18°12′17″E / 49.057567°N 18.204652°E.

## Înființare
Situl Hrehorkové a fost declarat sit de importanță comunitară în septembrie 2015 pentru a proteja 3 specii de animale. Situl a fost protejat și ca arie specială de conservare în octombrie 2017.

## Biodiversitate
Situată în ecoregiunea alpină, aria protejată conține 2 habitate naturale: Pajiști uscate seminaturale și facies de acoperire cu tufișuri pe substraturi calcaroase (Festuco-Brometalia) (* situri importante pentru orhidee), Pajiști carstice calcaroase sau bazofile, de Alysso-Sedion albi.
La baza desemnării sitului se află mai multe specii protejate de  nevertebrate (3): fluturele de noapte (Eriogaster catax), Euplagia quadripunctaria, fluturele purpuriu (Lycaena dispar).